# Know Your Enemy (canción de Rage Against the Machine)
«Know Your Enemy» (traducido al español como «Conoce a tu enemigo») es una canción de la banda de rap metal estadounidense Rage Against the Machine, publicada en su álbum debut homónimo el año 1992. A pesar de nunca publicarse un video musical ni figurar en formato de sencillo, se ha transformado en una de las canciones más populares de la banda, siendo interpretada en la mayoría de sus conciertos y republicada en diversos discos, además de recibir críticas muy positivas. Cuenta con un verso de Maynard James Keenan (Tool) y percusión adicional de Stephen Perkins (Jane's Addiction).

## Grabación y producción
Inicialmente la canción fue publicada en el demo de la banda en diciembre de 1991, grabado en Sunbirth Studio en Los Ángeles. Esta versión fue autoproducida y varió con la oficial principalmente en el solo de guitarra basado en un punteo sin pedal de efectos, el epílogo en las líneas de Zack y la ausencia de Maynard James Keenan y Stephen Perkins. La versión del álbum fue producida por 'GGGarth' Richardson y publicada en noviembre de 1992 por Epic Records.

## Composición
La canción comienza en un ritmo de 4/4. Tom Morello utiliza el interruptor de su guitarra, entre una perilla apagada y otra prendida, para crear un efecto de trémolo imitando los sonidos de un sintetizador de rock clásico. Después se inicia un riff rápido, lo que lleva al verso de Zack y a otro riff rápido, centrado en el bajo acompañado por la guitarra (escritos por Tim Commerford). Entonces, el estribillo vuelve al riff inicial, iniciando un nuevo verso. Luego la canción vuelve a un ritmo lento de 4/4, acompañado por vocales profundas realizadas por Maynard James Keenan (vocalista de Tool), y percusión adicional de Stephen Perkins (baterista de Jane's Addiction), que termina iniciando el solo de guitarra de Morello, utilizando un pedal Digitech Whammy (al igual que con la técnica del interruptor en el mismo solo). Por último, la canción termina con el riff de acompañamiento.
Fue escrita por el vocalista Zack de la Rocha y es una de las muchas canciones del álbum que contiene letras antibélicas y antiautoritarias. Critica la virulencia de la guerra del Golfo, y principalmente el sueño americano: el gobierno estadounidense muestra a los EE. UU. como la tierra de la libertad, únicamente para quitarla y aprisionar. Este mensaje es evidente en frases como: "What? The land of the free? Whoever told you that is your enemy!" ("¿Qué? ¿La tierra de la libertad? ¡Quién te haya dicho eso es tu enemigo!), "As we move into '92, still in a room without a view!" ("¡A medida que avanzamos en el '92 -año de la publicación del disco-, aún estamos en una habitación sin vista!") y "Yes I know my enemies! They're the teachers that taught me to fight me!" ("¡Sí, conozco a mis enemigos! Ellos son los maestros que me enseñaron a pelear conmigo mismo"). Al final de la canción, Zack nombra los ocho elementos en que, según su criterio, se basa el sueño americano: compromiso, conformidad, asimilación, sumisión, ignorancia, hipocresía, brutalidad y élite, terminando con la frase "¡Todos éstos son los sueños americanos! [repetida ocho veces]".

## Recepción crítica
Al igual que el álbum, la canción fue muy bien acogida por la crítica. Allmusic la describe como una canción "inmediatamente memorable" y al mismo tiempo "sorprendentemente sencilla". El crítico Joel McIver la cita como "un tema destacado" del disco, y Rock in Spain como "lo más pegadizo de RATM" y "una melodía simple [...] con una gran cadencia". La web Sputnikmusic le dio la calificación máxima con 5 estrellas de 5.

## Relanzamientos y versiones
La popularidad de la canción la ha hecho ser relanzada en varios discos: Rage Against the Machine de 1997 (grabado durante el festival Reading de 1996), The Battle of Mexico City de 2001 (grabado en 1999), y Live at the Grand Olympic Auditorium de 2003 (grabado el 2000 en el concierto de despedida de la banda, hasta su reunión de 2007). 
En el álbum tributo en español de 2005, Tributo a Rage Against the Machine, una banda llamada Stoic Frame realiza una versión del tema retitulado como "Reconoce a tu enemigo".

## Presentaciones en vivo
Durante las presentaciones en vivo de la banda, la canción no suele ser interpretada con miembros adicionales, cantando Zack en lugar de Maynard. No obstante, en algunos conciertos el vocalista suele aparecer para cantar su verso. Incluso se han invitado a otros bateristas en reemplazo de Perkins, como en el Paradise Festival de 1993 (Holanda) donde participaron Maynard y Danny Carey (baterista de Tool).